# ライトニングレジェンド 大悟の大冒険
『ライトニングレジェンド 大悟の大冒険』は、1996年12月20日にコナミから発売されたPlayStation用対戦型格闘ゲーム。

## 概要
当時の家庭用3D対戦格闘ゲームはシェーディングをかけない角ばった生ポリゴン丸出しのキャラクターが主流だったが、本作は当時としては比較的滑らかなアニメ風のキャラクターになっている。また、一部の女性キャラクターには胸が揺れるいわゆる「乳揺れ」といった要素が逸早くフィーチャーされていた。

## ゲームモード
- ストーリーモード：MAP上をチビキャラクターが移動して遭遇したCPUキャラクターと会話後、戦闘画面に移行する。最終ボスのドラグレスを倒すとクリアとなり個別エンディングを迎える。デフォルトキャラクターのみ使用可能。
- VSモード：所謂「2人同時対戦」用のモード。
- タイムアタックモード（隠し）：難易度問わず10分以内に最終ボスのドラグレスを倒すことで使用が可能となる。このモードでは難易度やラウンド数、タイムリミットなどの設定変更は不可能。[1]
- コレクションモード（隠し）：本作の目玉となるモード。ここで戦闘を繰り返すことで様々なアイテムを集めていき、隠しコスチュームや隠しステージなどの要素が徐々にオープンになる仕組み。一部アイテムの取得条件（「残りタイム01以下で勝利」や「ジェネラルアタックでとどめ」、「CPU相手にダブルKO」など）が異様に厳しく、ダブリも続出するので全208種類のアイテムをコンプリートするのは至難の業である。

## 登場キャラクター
デフォルト使用キャラクター（全てのモードで使用可能）
雷王 大悟（らいおう だいご）
声 - 國府田マリ子
6月24日生まれ。14歳。魔王ドラグレスを封印した勇者の末裔。父親から勇者になるための訓練を受けながら修行の日々を送っている。負けず嫌いで正直な性格。
銀 雪（しろがね ゆき）
声 - 白鳥由里
12月16日生まれ。12歳。善の妖魔の血を引いている。父親と囲炉裏を囲んで団欒をしていたある日、悪の妖気を持つ魔王の復活により善の妖気の血を受け継ぐ父親が倒れる。それでも魔王を倒す使命を忘れず旅に出ようとする父を雪がとめ、戦いは好まなくも父に代わり自ら魔王を封印しようと決意する。
宇坂 まゆ（うさか まゆ）
声 - 岩男潤子
16歳。トーダの村に住んでいる。村の近くにはアラアラという名の激流で大きな川があり、その激流は神秘の力を発する「幸魂」（さきたま）の力を借り橋を架けなければ手に負えないほどだった。ある時、何者かに「幸魂」が盗み出されてしまい、困っている村人たちを助けるために旅に出る事になった。
アドルフ・レーツェル
声 - 速水奨
ジャポーネ国の邪悪な気を感じ、きたるときに備えて未来の託せる若者を捜して旅を続けている。
ランカーク・ヘイトリッド
声 - 置鮎龍太郎
19歳。捨て子だった彼は、拾って育ててくれた地獄竜の用心棒をしている。 ある日、この地獄竜こそ自分の両親を死に追いやった組織であることを知る。そして自分の過去に疑問を抱きはじめるようになり、その答えが闘いの中にあると感じ、組織を抜け出し強い者を求めて旅に出る。
テリフィック・フォーロック
声 - 森川智之
17歳。フクガオカ国のミローナ姫に付いた兵士の一人。
愛宕 美砂（あたご みさ）
声 - 天野由梨
11月18日生まれ。20歳。オシャレや清潔感を好み、各地で人気がある。しかし初めて失恋を経験した気晴らしのため、旅に出る事になった。根は明るいのだが男性不信に陥っている。双子の妹がいる。
モコモコ
声 - 白鳥由里
偽者キャラクター（ドラグレスの手下ディスガイザーが化けた各キャラクターの偽者）※理砂のみ例外
愛宕 理砂（あたご りさ）
声 - 天野由梨
美砂の奔放な姉。
隠しキャラクター（ゲーム中で一定の条件を満たせばストーリーモード以外で使用可能になる）
ノーティ・ノウ
声 - こおろぎさとみ
ギリギリ親父（金剛院 満〈こんごういん みつる〉）
声 - 緒方賢一
魔王ドラグレス
声 - 若本規夫
K.O.J（銀 大男〈しろがね ひろお〉）
声 - 飯塚昭三

## スタッフ
- エグゼクティブプロデューサー：北上一三
- プロデューサー：橋本和久、北尾剛三
- 監督：石川裕崇
- 演出・原案・脚本：春山和則
- キャラクターデザイン：HARU（春山和則）
- イラストレーション：HARU（春山和則）
- 3Dモデル：KAZ
- ゲームシステム：高橋正仲
- メインプログラム：ひろたか（石川裕崇）
- 背景：村形雅子

## 主題歌
- OP「蜃気楼」
（歌：長沢ゆりか、作詞：柚木美祐、作曲：鵜島仁文、編曲：福田裕彦）
- ED「愛が永遠を止めてゆく」
（歌：長沢ゆりか、作詞：井上秋緒、作曲：朝井泰生、編曲：福田裕彦・朝井泰生）　発売元キングレコード